# Marcilloles
Marcilloles és un municipi francès situat al departament de la Isèra i a la regió d'Alvèrnia-Roine-Alps. L'any 2007 tenia 911 habitants.

## Demografia

### Població
El 2007 la població de fet de Marcilloles era de 911 persones. Hi havia 333 famílies de les quals 74 eren unipersonals (41 homes vivint sols i 33 dones vivint soles), 107 parelles sense fills, 126 parelles amb fills i 26 famílies monoparentals amb fills.
La població ha evolucionat segons el següent gràfic:
Habitants censats

### Habitatges
El 2007 hi havia 375 habitatges, 333 eren l'habitatge principal de la família, 20 eren segones residències i 21 estaven desocupats. 343 eren cases i 28 eren apartaments. Dels 333 habitatges principals, 264 estaven ocupats pels seus propietaris, 66 estaven llogats i ocupats pels llogaters i 4 estaven cedits a títol gratuït; 2 tenien una cambra, 10 en tenien dues, 37 en tenien tres, 98 en tenien quatre i 187 en tenien cinc o més. 283 habitatges disposaven pel capbaix d'una plaça de pàrquing. A 150 habitatges hi havia un automòbil i a 158 n'hi havia dos o més.

### Piràmide de població
La piràmide de població per edats i sexe el 2009 era:
| Homes | Edats   | Dones |
| ----- | ------- | ----- |
| 0     | 95 o +  | 4     |
| 0     | 90 a 94 | 4     |
| 0     | 85 a 89 | 16    |
| 4     | 80 a 84 | 16    |
| 12    | 75 a 79 | 24    |
| 16    | 70 a 74 | 12    |
| 28    | 65 a 69 | 24    |
| 24    | 60 a 64 | 28    |
| 24    | 55 a 59 | 8     |
| 12    | 50 a 54 | 20    |
| 32    | 45 a 49 | 28    |
| 20    | 40 a 44 | 24    |
| 28    | 35 a 39 | 24    |
| 16    | 30 a 34 | 24    |
| 36    | 25 a 29 | 16    |
| 16    | 20 a 24 | 28    |
| 28    | 15 a 19 | 28    |
| 32    | 10 a 14 | 24    |
| 12    | 5 a 9   | 28    |
| 24    | 0 a 4   | 12    |

## Economia
El 2007 la població en edat de treballar era de 559 persones, 421 eren actives i 138 eren inactives. De les 421 persones actives 387 estaven ocupades (222 homes i 165 dones) i 34 estaven aturades (13 homes i 21 dones). De les 138 persones inactives 44 estaven jubilades, 39 estaven estudiant i 55 estaven classificades com a «altres inactius».

### Ingressos
El 2009 a Marcilloles hi havia 354 unitats fiscals que integraven 963 persones, la mediana anual d'ingressos fiscals per persona era de 15.835 €.

### Activitats econòmiques
Dels 55 establiments que hi havia el 2007, 2 eren d'empreses alimentàries, 3 d'empreses de fabricació de material elèctric, 1 d'una empresa de fabricació d'elements pel transport, 8 d'empreses de fabricació d'altres productes industrials, 13 d'empreses de construcció, 9 d'empreses de comerç i reparació d'automòbils, 7 d'empreses de transport, 2 d'empreses d'hostatgeria i restauració, 1 d'una empresa immobiliària, 4 d'empreses de serveis, 3 d'entitats de l'administració pública i 2 d'empreses classificades com a «altres activitats de serveis».
Dels 14 establiments de servei als particulars que hi havia el 2009, 1 era una oficina de correu, 1 taller de reparació d'automòbils i de material agrícola, 2 paletes, 4 guixaires pintors, 2 fusteries, 1 lampisteria, 1 electricista i 2 restaurants.
Dels 4 establiments comercials que hi havia el 2009, 1 era una gran superfície de material de bricolatge, 2 fleques i 1 una llibreria.
L'any 2000 a Marcilloles hi havia 25 explotacions agrícoles que ocupaven un total de 756 hectàrees.

## Equipaments sanitaris i escolars
El 2009 hi havia 2 escoles elementals.

## Poblacions més properes
El següent diagrama mostra les poblacions més properes.